# Warlencourt-Eaucourt
Warlencourt-Eaucourt is een gemeente in het Franse departement Pas-de-Calais (regio Hauts-de-France) en telt 136 inwoners (2005). De plaats maakt deel uit van het arrondissement Arras.

## Geografie
De oppervlakte van Warlencourt-Eaucourt bedraagt 3,7 km², de bevolkingsdichtheid is 36,8 inwoners per km².
De onderstaande kaart toont de ligging van Warlencourt-Eaucourt met de belangrijkste infrastructuur en aangrenzende gemeenten.

## Demografie
Onderstaande figuur toont het verloop van het inwonertal (bron: INSEE-tellingen).